# Grotão das Arraias
Grotão das Arraias är ett vattendrag i Brasilien.   Det ligger i delstaten Tocantins, i den centrala delen av landet, 900 km norr om huvudstaden Brasília.
Omgivningarna runt Grotão das Arraias är huvudsakligen savann. Runt Grotão das Arraias är det mycket glesbefolkat, med 4 invånare per kvadratkilometer.